# 기독교전북방송
기독교전북방송(상호명 : 전북씨비에스, 약칭 : 전북CBS, 영어: Jeonbuk Christian Broadcasting System)은 개신교계 방송 중 하나로서, 대한민국 전북특별자치도 전 지역의 민영 방송이다.
지상파 라디오 방송국을 가지고 있으며, 씨비에스 기업집단의 주력 업체로 CBSi, 노컷뉴스 등 다수의 계열사를 아래에 두고 있다.

## 역사

### 1960년대
- 1961. 11 제1대 윤부병 본부장 취임
- 1961. 11. 01 이리기독교방송국 개국(호출부호:HLCM 주파수:640KHz 출력:1KW 이리시 인화동 1가 2)
- 1961. 12. 11 주파수 : 640KHz를 1440KHz로 변경작업
- 1962. 05 제2대 김상호 본부장 취임

### 1970년대
- 1970. 07. 20 마이크로웨이브 설치로 전국 동시방송 개시/ 동시뉴스로 보도기능 강화
- 1971. 04. 25 송신소 사옥 신축(익산군 오산면 오산리 214, 대지 350평, 건평 34평)
- 1971. 05. 15 연주소 창인동 1가 54로 이전
- 1972. 07 제3대 최희섭 본부장 취임
- 1973 08 17 연주소 이리시 남중동 1가 128로 이전(대지 622평, 건평 160평)
- 1974. 12. 15 서독 개신교 중앙개발협력처(EZE)의 원조로 방송기기의 현대화를 기함
- 1978. 11. 13 주파수 1310KHz를 1314KHz로 변경방송

### 1980년대
- 1980. 11. 30 언론기관 통폐합 조치로 뉴스 중단
- 1985. 11. 15 사옥 준공 이전 (이리시 남중동 1가 8608, 대지 518평, 연건평 589평, 지하 1층, 지상3층)
- 1986 CBS 기능정상화 100만인 서명운동 개시
- 1987 1980년 언론통폐합 이후 7년만에 CBS뉴스 방송 재개
- 1989. 01. 01 체신부로부터 방송사항 전반과 광고방송 허가 받아 정상기능 완전 회복
- 1989. 05 제4대 윤용상 본부장 취임

### 1990년대
- 1991. 12 제5대 송택주 본부장 취임
- 1992. 10. 27 기독교이리방송 전주 STUDIO 개설 (전주시 다가동 3가 114-8 69.8평)
- 1994. 04 제6대 이광일 본부장 취임
- 1995. 09. 01 방송명칭을 기독교이리방송에서 기독교전북방송으로 개칭
- 1995. 09 제7대 박인석 본부장 취임
- 1996. 02. 01 전주 STUDIO 확장(전주시 다가동 3가 114-8 / 4,5층)
- 1996. 07. 01 송신소 자동화 무인송출
- 1997. 09 제8대 박남훈 본부장 취임
- 1998. 02 제9대 김종락 본부장 취임
- 1998. 07. 07 FM 방송 문광부 허가추천 승인
- 1998. 08 제10대 송택주 본부장 취임
- 1999. 09 제11대 김용한 본부장 취임

### 2000년대
- 2000. 08. 24 정보통신부 표준FM103.7MHz허가
- 2000. 09. 07 표준FM103.7MHz 개국
- 2002. 08 제12대 김광웅 본부장 취임
- 2003. 04 제13대 박대승 본부장 취임
- 2004. 03 제14대 노병유 본부장 취임
- 2004. 06 제15대 양기엽 본부장 취임
- 2005. 09. 12 신사옥부지 매입, 등기완료(전주시 용정동 50-1외 1,524평)
- 2005. 10. 06 제16대 박대승 본부장 취임
- 2007. 11. 01 창립 46주년기념 및 용정동 신사옥 준공예배
- 2008. 02. 18 제17대 허미숙 본부장 취임
- 2008. 04. 17 역사 50, 미래 50 비전선언대회
- 2009. 02. 09 전북도내 3개 SO, CBS TV 채널통합
- 2009. 06. 15 제18대 손호상 본부장 취임

### 2010년대
- 2010 태국기독교방송 11군데 설립
- 2010. 12. 17 제19대 최 인 본부장 취임
- 2011. 01. 01 창립 50주년 희년선포
- 2011. 07. 10  전북CBS 스마트폰 TV방송 실시
- 2012. 03. 25 남원중계소 개국(FM 90.7MHz)
- 2012. 05. 10 제1회 성경필사본 전시회 개최
- 2012 한국교회 이단 대응 <신천지OUT 캠페인>
- 2012. 11. 05 세계순례대회기념 제2회 성경필사본 전시회 개최
- 2013. 04. 12 남원중계소 정상화를 위한 찬양축제(남원서남교회)
- 2013. 05. 16 2016 러브콘서트
- 2013. 07. 11 고창중개소 개국예배 및 축하음악회(FM 96.3MHz)
- 2013. 09. 10 전라북도기독교문화 유적지 순례코스화를 위한 세미나 및 사진전시회
- 2013. 10. 07 제20대 정복수 본부장 취임
- 2013. 11. 26 제3회 성경필사본전시회
- 2013. 12. 12 불우이웃돕기 사랑나눔희망콘서트
- 2014. 06. 03 창립 53주년 기념 2014 CBS 러브콘서트
- 2014. 09. 16 1만 방송선교사 동참을 위한 방송선교대회(김학중 목사 초청)
- 2014. 09. 28 2014 와일드푸드축제와 함께 하는 CBS사랑나눔콘서트
- 2014. 10. 07 전주세계소리축제와 함께 하는 CBS별빛콘서트
- 2014. 12. 04 불우이웃돕기 사랑나눔 째즈콘서트
- 2014. 12. 15 윤석전목사초청_대부흥성회(전주산돌교회)
- 2014. 12. 18 제21대 김진경 본부장 취임
- 2015. 03 CBS TV HD 송출
- 2015. 04. 09 부활절기념 “십자가의 칠언”(음악극)
- 2015. 06. 04 창립 54주년 기념 2015 러브콘서트
- 2015. 10. 08 2015 별빛콘서트
- 2015. 11 CBS CINEMA 첫 번째 영화 <프리덤>개봉
- 2015. 11. 26 JOY4U 개국기념 찬양축제
- 2016. 01. 01 제22대 손정태 본부장 취임
- 2016. 02. 25 CBS CINEMA <레터스투갓> 개봉
- 2016. 06. 09 창립 55주년 기념 “2016 러브콘서트”
- 2016. 06. 16 CBS CINEMA <불의전차> 개봉
- 2016. 07. 27 지역문화 발전을 위한 별밤콘서트
- 2016. 08. 28 이단·사이비대책세미나
- 2016. 09. 23 완주 와일드푸드축제 개막 축하공개방송
- 2016. 09. 30 전주세계소리축제와 함께 하는 2016 CBS별빛콘서트
- 2016. 10. 27 전북CBS 한마음 한마당 바자회
- 2016. 10. 31 노후장비교체와 문화사역확장을 위한 방송선교 후원의날(ARS데이)
- 2016. 11. 04 익산 천만송이국화축제와 함께하는 CBS공개방송 <낭만가객>
- 2016. 11. 17 CBS CINEMA <순종> 개봉
- 2016. 12 CBS와 작은영화관의 따뜻한 세상만들기

### 2020년대
- 2022. 11. 08 ~ 2023. 05. 07 전북CBS 오산송신소 AM 1314kHz AM방송 운용 휴지
- 2023. 05. 08 전북CBS AM 1314kHz 오산송신소 AM방송 송출 중단
- 2024. 01. 18 전북특별자치도 전주시 번영로 453

## 방송 송출 시설망
| 전북CBS 라디오 | 전북CBS 라디오 | 전북CBS 라디오 | 전북CBS 라디오 | 전북CBS 라디오                                  | 전북CBS 라디오 |
| 송신소         | 주파수         | 출력           | 호출부호       | 송신소 위치                                     | 방송구역 |
| -------------- | -------------- | -------------- | -------------- | ----------------------------------------------- | --- |
| 모악산 송신소  | FM 103.7㎒     | 5㎾            | HLCM-SFM       | 전북 김제시 금산면 금산리 산1 (JTV 전주방송)    | 전주시 일원, 익산시 일부, 군산시 일부, 김제시 일부, 남원시 일부, 정읍시 일부, 순창군 일부, 고창군 일부, 무주군 일부, 부안군 일부, 완주군 일부, 임실군 일부, 장수군 일부, 진안군 일부              |
| 교룡산 중계소  | FM 90.7㎒      | 200W           | HLCM-SFM       | 전북 남원시 산곡동 산25-1 (전주MBC)             | 남원시 일원, 순창군 일부, 전주시 일부, 익산시 일부, 군산시 일부, 김제시 일부, 정읍시 일부, 순창군 일부, 고창군 일부, 무주군 일부, 부안군 일부, 완주군 일부, 임실군 일부, 장수군 일부, 진안군 일부 |
| 고창 중계소    | FM 96.3㎒      | 100W           | HLCM-SFM       | 전북 고창군 고창읍 교촌리 산5 (KBS전주방송총국) | 고창군 일원, 전주시 일부, 익산시 일부, 군산시 일부, 김제시 일부, 남원시 일부, 정읍시 일부, 순창군 일부, 무주군 일부, 부안군 일부, 완주군 일부, 임실군 일부, 장수군 일부, 진안군 일부              |

### 라디오 시보 멘트
- FM 103.7, 남원, 순창 90.7, 고창 96.3MHz CBS 라디오입니다. HLCM

## 같이 보기
- KBS전주방송총국
- 전주MBC
- JTV 전주방송
- BBS전북불교방송
- febc전북극동방송
- TBN 전북교통방송
- WBS 전북원음방송
- 전주국악방송
- 남원국악방송